# Ballisztikus pálya

Ballisztikus pályák különböző függőleges indítási szöggel

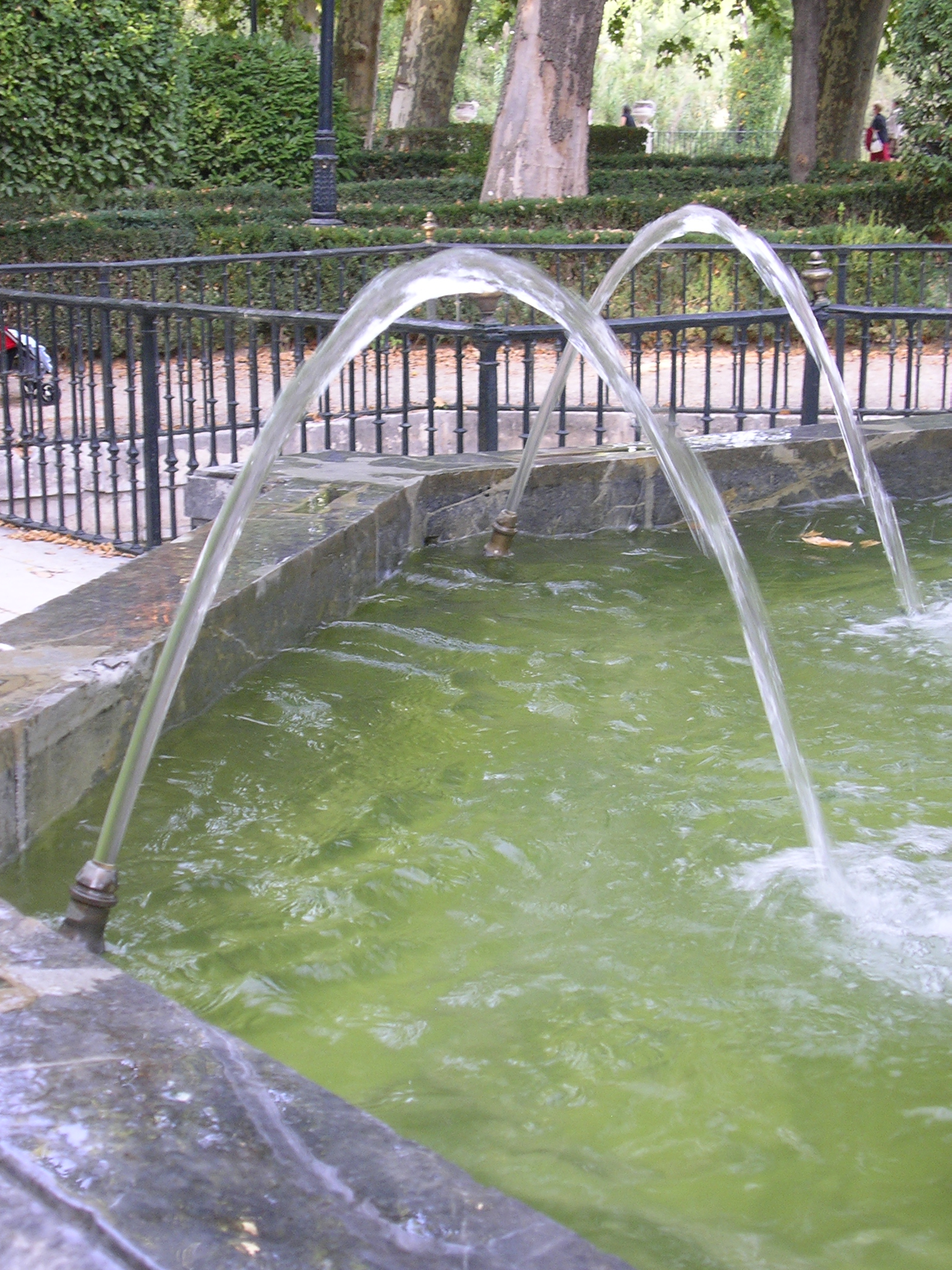
Vízsugarak parabolikus pályái

A ballisztikus pálya (hajítási pálya) az a pálya, amelyet az elhajított (vagy fegyverből kilőtt) tárgy ír le (elhajított kő, kézigránát, gravitációs bomba, lövedék, ballisztikus rakéta), amikor csak a gravitáció és a levegő súrlódása hat rá. A szó eredete a görög βάλλειν ('ba'llein'), "hajítás" szóra vezethető vissza.
Kisebb fegyverek (puska, tábori ágyú) esetén a ballisztikus pálya nagyjából parabola.
Nagy hatótávolságú fegyverek estén, amikor a Föld görbületi sugarát is figyelembe kell venni (hajóágyú, ballisztikus rakéta), a pálya ellipszis. A ballisztikus pálya speciális esete a Föld körüli pálya.

## A használt jelölések
A cikkben szereplő képletekben a következő jelöléseket használjuk:
- g: Gravitációs gyorsulás, a földfelszín közelében értéke jó közelítéssel: 9,81 m/s²
- θ: Az elhajított tárgy hajítási irányának vízszintessel bezárt szöge
- v: Az elhajított tárgy kezdősebessége
- y0: A pálya kezdőpontjának magassága a földfelszínhez képest
- d: Az elhajított tárgy által vízszintesen megtett út
- t: A repülési idő

## A ballisztikus pályával kapcsolatos számítások

### A vízszintesen megtett távolság
A megtett vízszintes távolság (d):
{\displaystyle d={\frac {v\cos \theta }{g}}\left(v\sin \theta +{\sqrt {(v\sin \theta )^{2}+2gy_{0}}}\right)}
Amennyiben a hajítás vízszintes felületen a felszínről (0 magasság) történik a megtett távolság:
{\displaystyle d={\frac {v^{2}\sin(2\theta )}{g}}}
A maximális távolság akkor érhető el, ha a hajítási szög (θ) 45°. Ez a távolság:
{\displaystyle d={\frac {v^{2}}{g}}}

### A repülési idő
A repülési idő (t) az az idő, amely a tárgy elhajítása, és a becsapódása között telik el.
{\displaystyle t={\frac {d}{v\cos \theta }}={\frac {v\sin \theta +{\sqrt {(v\sin \theta )^{2}+2gy_{0}}}}{g}}}
Ennek maximuma a θ=75° és y0 =0 esetben valósul meg:
{\displaystyle t={\frac {{\sqrt {2}}\cdot v}{g}}}

### Hajítási szög
A "hajítási szög" az a szög (θ), amellyel a tárgyat el kell hajítani adott d távolság eléréséhez, adott v indítási sebességnél.
{\displaystyle \sin(2\theta )={\frac {gd}{v^{2}}}}
{\displaystyle \theta ={\frac {1}{2}}\arcsin \left({\frac {gd}{v^{2}}}\right)}

## A közegellenállás hatása

Három objektum ballisztikus pályája, ugyanazzal a szöggel indítva (70°).
Fekete: súrlódás nélkül haladó tárgy, pályája parabola.
Kék: Stokes-törvény szerinti súrlódási pálya
Zöld: Newton-súrlódás szerinti pálya
„distance”: távolság
„height”: magasság

Amennyiben a hajítás nem vákuumban történik, az elhajított tárgyra a gravitáción kívül a közegellenállás (földfelszíni vagy légi indítás esetén: légellenállás) is hat, ami a tárgy pályáját torzítja az vákuumbeli haladáshoz képest.